# Mobile Suit Gundam: Cucuruz Doan's Island
Mobile Suit Gundam: Cucuruz Doan's Island (en japonès: 機動戦士ガンダム ククルス・ドアンの島, Hepburn: Kidō Senshi Gandamu: Kukurusu Doan no me Yomashi Yamashi) és una pel·lícula d'animació japonesa dirigida per Yoshikazu Yasuhiko. La pel·lícula està basada en el quinzè episodi de la sèrie de televisió Mobile Suit Gundam, que va patir diversos problemes d'animació com a conseqüència de la mala subcontractació i de l'hospitalització de Yasuhiko. Va decidir aleshores refer l'episodi com una pel·lícula, ja que li agradava molt el seu concepte original. La pel·lícula està ambientada a la Guerra d'Un Any, quan Amuro Ray pilota el robot Gundam i reben l'ordre, juntament amb la tripulació de la Base Blanca, de buscar els operatius de Zeon en una illa remota. La pel·lícula va sortir al Japó el 3 de juny de 2022.

## Trama
Mentre la Base Blanca està atracada a Las Palmas, el capità Bright Noa rep ordres de l'almirall Gopp d'eliminar qualsevol operatiu de Zeon restant a l'illa d'Alegranza per assegurar el pas segur de la flota de Gopp per a la seva operació a Gibraltar. Bright envia Amuro Ray, Kai Shiden i Hayato Kobayashi a l'illa. Quan en Kai es troba amb un grup de nens llançant pedres al seu Guncannon, Amuro és emboscat per un Zaku i ell i el Gundam cauen del penya-segat mentre en Kai i en Hayato es veuen obligats a retirar-se.
L'endemà al matí, Amuro es desperta a les ruïnes del far de l'illa i coneix Cucuruz Doan, un antic pilot de Zeon i membre de l'equip de la Creu del Sud que va desertar per protegir els nens que van quedar orfes després que les seves famílies fossin assassinades durant els primers dies de la Guerra d'Un Any. Mentre ajuda a Doan i als nens a recol·lectar menjar, Amuro passa diversos dies buscant el Gundam a l'illa. Mentrestant, M'quve amenaça amb destruir diverses ciutats amb míssils nuclears si Gopp no atura l'atac de la seva flota a Gibraltar. Quan M'quve perd la comunicació amb la base de míssils, ordena a la Creu del Sud aterrar a Alegranza i restablir la seqüència de llançament.
A bord de la Base Blanca, Bright rep noves ordres del general Revil de dirigir-se a Belfast per reabastir-se i unir-se a la flota principal per a l'assalt de la Federació a la base de M'quve a Odessa. Falsament diu a la Federació que el vaixell està experimentant problemes mecànics mentre duia a terme en secret una operació de rescat dirigida pel tinent Sleggar Law. Amuro troba el penya-segat on va caure Gundam i hi baixa tot descobrint una base naval secreta de Zeon en una cova. A part de trobar el Gundam, també s'assabenta que Doan ha anat secretament a la base cada nit.
L'equip de Sleggar arriba a l'illa, però es troben amb la Creu del Sud. Els Guncannons de Kai i Hayato són destruïts pels Zakus d'Alta Mobilitat, mentre que Sleggar i Sayla Mass s'estavellan després que el Core Booster de Sayla sofreixi grans danys. Doan puja al seu Zaku per enfrontar-se als seus ex-camarades i els destrueix un per un abans que sigui desarmat per Egba Atler, el seu antic comandant. Mentrestant, dos membres de la Creu del Sud arriben a la base subterrània i activen la seqüència de llançament de l'ogiva, però Amuro puja a bord del Gundam i els elimina ràpidament. Just quan l'Egba està a punt de matar en Doan, sembla que Amuro s'enfrontarà amb ell en un duel. Amuro acorrala Egba en un penya-segat abans de tallar el Zaku d'alta mobilitat per la meitat. L'ogiva es llança a l'atmosfera i es separa en sis míssils, però s'autodestrueixen abans d'anar cap a les seves ciutats objectiu, indicant que Doan els havia sabotejat. Tot i que el seu pla es va evaporant, M'Qve s'alegra que hi hagi algú que es preocupés per la Terra tant com ell, rient mentre surt de l'habitació i el seu personal de comandament en estat de xoc.
Quan comença l'alba a l'illa, Amuro utilitza el Gundam per portar el Zaku de Doan i llençar-lo pel penya-segat per treure la càrrega de guerra de Doan de l'illa. Després de l'operació de rescat, la Base Blanca es dirigeix a Belfast, sobrevolant Alegranza mentre els nens s'acomiaden d'Amuro.

## Producció

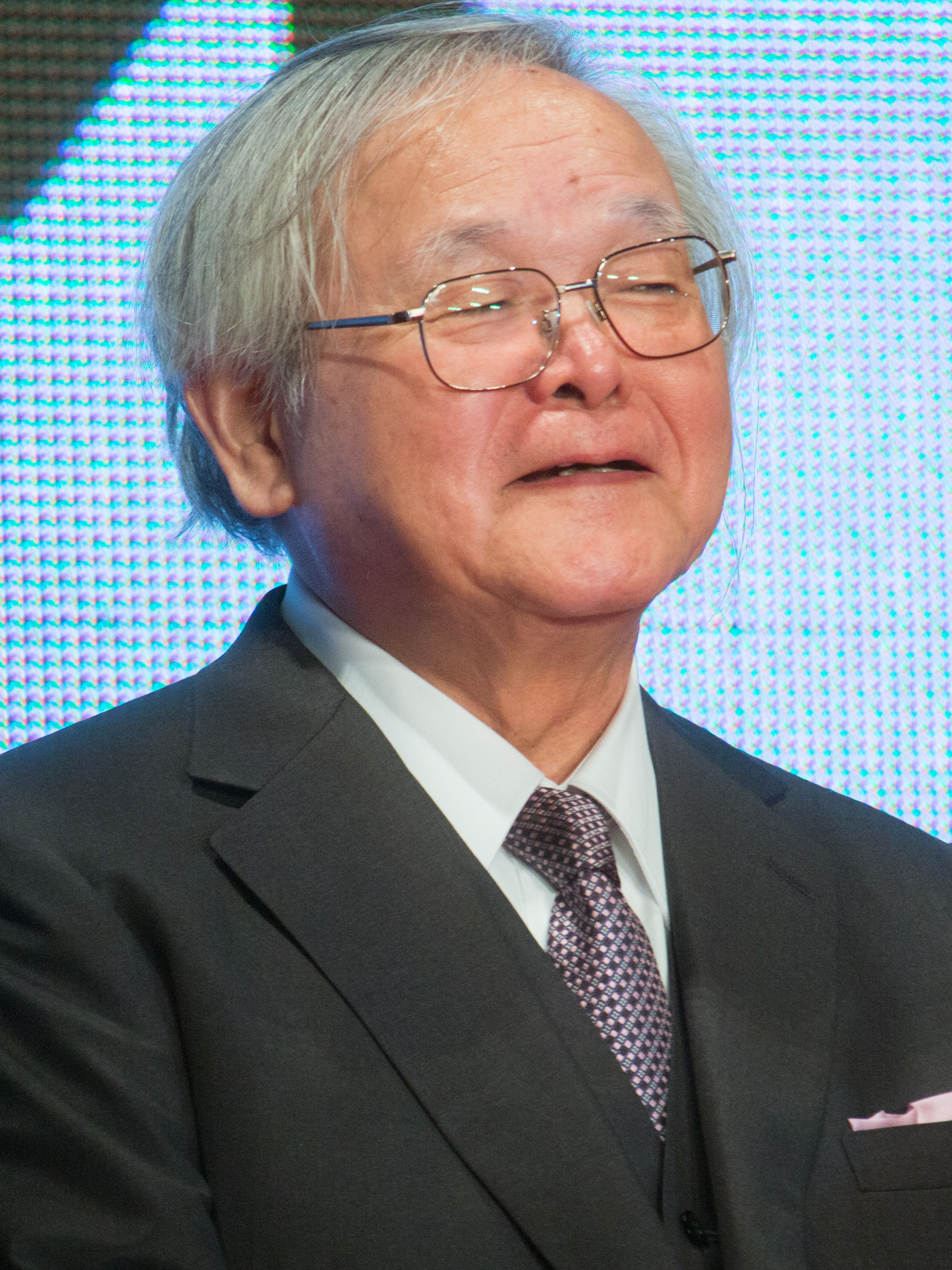
El director Yoshikazu Yasuhiko

La pel·lícula fou concebuda a partir del 15è episodi de Mobile Suit Gundam. El director Yoshiyuki Tomino va dir que l'episodi cotenia tants errors que volia saltar-se'l i no publicar-lo mai. Això es va deure principalment a l'hospitalització del director d'art i dissenyador de personatges Yoshikazu Yasuhiko. Tot i que l'episodi mai es va estrenar als territoris occidentals, Sunrise sovint el va fer referència en diferents entregues. Yasuhiko finalment va revelar a la dècada del 2020 que l'episodi també estava completament subcontractat, però encara creia que tenia potencial per explicar una bona història com a pel·lícula. L'estudi que havia animat l'episodi va ser Anime Friend, una filial de Tatsunoko Production que va aparèixer als crèdits de Cucuruz Doan's Island. Yasuhiko també va ometre la història del seu propi manga que torna a explicar l'anime, The Origin, però encara estava interessat pels seus temes.
Tōru Furuya va repetir el seu paper del protagonista Amuro Ray i no va expressar cap problema tot i no haver-lo doblat durant dècades. Shunsuke Takeuchi va donar veu al personatge principal Cucuruz Doan; va assenyalar que Furuya va ser una de les seves inspiracions quan treballava com a actor de veu. En l'enregistrament de la pel·lícula, Yasuhiko va comentar que Takeuchi ja va ser llançat tard quan es van gravar la majoria de les línies de Furuya. En ser seleccionat, Takeuchi es va alegrar d'assumir el paper. Furuya va ser nostàlgic pel paper i va declarar que la pel·lícula va posar èmfasi en la crispada relació entre Amuro i el seu superior, el capità Bright Noa.
A causa de les diferències demogràfiques entre la dècada de 1970 i la de 2020, el personatge de Bright Noa va ser redissenyat com un personatge més adult en lloc del jove adult de la sèrie de televisió. Yasuhiko considerava que els nens de la pel·lícula eren els autèntics protagonistes i durant el càsting dels actors de veu, Yasuhiko va voler fer-los sorollosos i separar-los dels adults. El director volia demostrar que les pel·lícules japoneses podien fer-se millor amb actors infantils. Furuya va explicar que la idea de Yasuhiko era fer la pel·lícula realista amb Amuro actuant més madur en la relació amb els nens. Un altre tema de la pel·lícula va ser com les vides dels joves es veuen arruïnades per l'argument de la història de la Guerra d'Un Any de la sèrie de televisió original.
Segons el productor Naohiro Ogata, els elements de la pel·lícula són "contra la guerra" i "batalles més petites". Tot i que els episodis tenen una durada general de 20 minuts, la història original es va ampliar a 100 minuts, cosa que, segons Kawai, sorprendria l'audiència. Kawai personalment volia que la pel·lícula representés correctament el mecha RX-78-02 Gundam d'Amuro de la mateixa manera que la sèrie de televisió original de 1978. L'equip va demanar a Yamato Works que ajudés amb l'animació CGI, mentre que Shuhei Morita, membre del personal de Sunrise, volia utilitzar animació dibuixada a mà. Ogata va suggerir que, depenent de l'èxit de la pel·lícula, considerava que altres episodis també es referien com a pel·lícules. La pel·lícula va ser comparada amb Apocalypse Now pel director.

### Repartiment

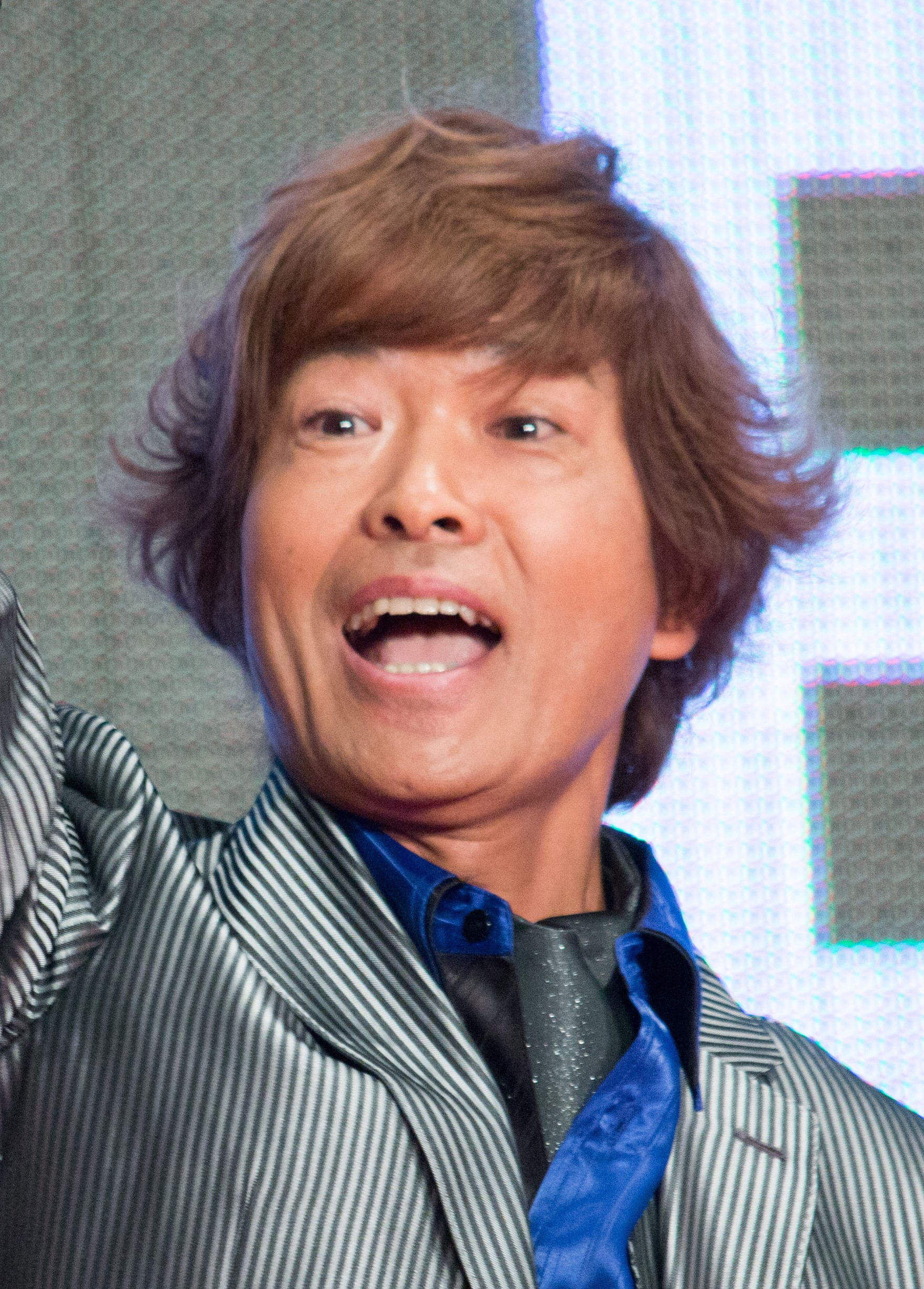
Tōru Furuya va repetir el paper d'Amuro Ray

| Personatge           | Japonès           |
| -------------------- | ----------------- |
| Cucuruz Doan         | Shunsuke Takeuchi |
| Amuro Ray            | Tōru Furuya       |
| Egba Atler           | Atsushi Miyauchi  |
| Cara                 | Fu Hirohara       |
| Hayato Kobayashi     | Hideki Nakanishi  |
| Johann Ibrahim Revil | Hiroshi Naka      |
| Elran                | Hiroshi Shirokuma |
| Staff Officer        | Katsuyuki Konishi |
| Bright Noa           | Ken Narita        |
| Yun Sanho            | Koji Yusa         |
| Uragang              | Makoto Yasumura   |
| Sayla Mass           | Megumi Han        |
| Fraw Bow             | Misato Fukuen     |
| Gopp                 | Naomi Kusumi      |
| Mirai Yashima        | Satomi Arai       |
| Selma Livens         | Shizuka Itou      |
| M'Quve               | Takumi Yamazaki   |
| Sleggar Law          | Tomofumi Ikezoe   |
| Kai Shiden           | Toshio Furukawa   |
| Waldo Ren            | Yōji Ueda         |
| Marcos               | Yūma Uchida       |
| Danan Rashica        | Yuu Hayashi       |
| Char Aznable         | Shūichi Ikeda     |

## Estrena
Amb l'estrena, la pel·lícula va guanyar 300 milions de iens al Japó. Va debutar tercer el seu primer cap de setmana, arribant als 400 milions de iens. Va acabar amb 1.080 milions de iens a finals d'agost. La pel·lícula va rebre la llicència de Crunchyroll per a un llançament en anglès.
El Blu-ray i el DVD de la pel·lícula es van estrenar al Japó el 25 de novembre de 2022. L'edició limitada inclou la banda sonora oficial de la pel·lícula.

## Recepció
Anime News Network va elogiar la pel·lícula pel focus en l'arc de personatges d'Amuro i els temes moderns sense eliminar els aspectes originals de la franquícia. Asian Anime Pulse també va comentar positivament la pel·lícula pel seu maneig del drama i l'animació, creient que els nouvinguts podrien gaudir-ne. The Japan Times va comentar que tots els espectadors estarien preocupats per la seguretat d'Amuro a causa de com la trama principal el fa sobreviure a la trobada de la sèrie de televisió original, però encara sentia que els fans que tornen gaudirien de la història i com es disputen les accions disciplinàries realitzades a la Base Blanca.

## Palmarès
| Any  | Premi                         | Categoria                                         | Destinatari                               | Resultat | Ref.   |
| ---- | ----------------------------- | ------------------------------------------------- | ----------------------------------------- | -------- | ------ |
| 2023 | 77. Premis de cinema Mainichi | Millor pel·lícula d'animació / Premi Ōfuji Noburō | Mobile Suit Gundam: Cucuruz Doan's Island | Nominat  | [ 15 ] |